# Domanek (Orahovac)
Pour les articles homonymes, voir Domanek.
Damanek en albanais et Domanek en serbe latin (en serbe cyrillique : Доманек) est une localité du Kosovo située dans la commune/municipalité de Rahovec/Orahovac et dans le district de Prizren/Prizren. Selon le recensement kosovar de 2011, elle compte 474 habitants.
Selon le découpage administratif du Kosovo, la localité fait partie de la commune/municipalité de Malishevë/Mališevo.

## Démographie

### Évolution historique de la population dans la localité
| 1948 | 1953 | 1961 | 1971 | 1981 | 1991 | 2011 |
| ---- | ---- | ---- | ---- | ---- | ---- | ---- |
| 330  | 268  | 308  | 437  | 632  | 899  | 474  |

|  |